# Șepit, Cosău
Șepit (în ucraineană Шепіт) este o comună în raionul Cosău, regiunea Ivano-Frankivsk, Ucraina, formată numai din satul de reședință.

## Demografie
Componența lingvistică a comunei Șepit
     Ucraineană (100%)
Conform recensământului din 2001, toată populația comunei Șepit era vorbitoare de ucraineană (100%).